# Liste der Baudenkmale in Wildberg (Vorpommern)
In der Liste der Baudenkmale in Wildberg sind alle denkmalgeschützten Bauten der Gemeinde Wildberg (Mecklenburg-Vorpommern) und ihrer Ortsteile aufgelistet. Grundlage ist die Veröffentlichung der Denkmalliste des Kreises Demmin mit dem Stand vom 18. Dezember 1996. 

## Baudenkmale nach Ortsteilen

### Wildberg
| ID | Lage                          | Bezeichnung                                                     | Beschreibung | Bild           |
| -- | ----------------------------- | --------------------------------------------------------------- | ------------ | -------------- |
|    |                               | Forsthaus                                                       |              |                |
|    | Hauptstraße 6                 | Bauernhaus mit Stallspeicher                                    |              |                |
|    | Hauptstraße 37                | Bauernhaus mit Stall                                            |              |                |
|    | Hauptstraße 39                | Bauernhaus                                                      |              |                |
|    | Hauptstraße 48                | Bauernhaus mit zwei Stallspeichern und einem Wirtschaftsgebäude |              |                |
|    | (Karte)                       | Kirche mit Friedhof, Feldsteinmauer und Grabstätte Gerch        |              | Weitere Bilder |
|    | Schäferdamm/Seestraße (Karte) | Kriegerdenkmal                                                  |              |                |

### Wischershausen
| ID | Lage                  | Bezeichnung       | Beschreibung | Bild |
| -- | --------------------- | ----------------- | ------------ | ---- |
|    | Dorfstraße 10 (Karte) | Gutshaus und Park |              |      |
|    | Dorfstraße 16         | Wohnhaus          |              |      |

### Wolkow
| ID | Lage                   | Bezeichnung                                                                 | Beschreibung | Bild           |
| -- | ---------------------- | --------------------------------------------------------------------------- | ------------ | -------------- |
|    | Dorfstraße 5/6 (Karte) | Bauernhaus mit Scheune und Wirtschaftsgebäude                               |              |                |
|    | Am Teich 6             | ehem. Gutshaus (Ü.P.)                                                       |              |                |
|    | Dorfstraße             | ehem. Schule (Ü.P.)                                                         |              |                |
|    | Dorfstraße (Karte)     | Straßenpflaster                                                             |              |                |
|    | (Karte)                | Kirche mit Friedhof mit Grabstätte Kruse, Grabmal Peters und Grabmal Schmid |              | Weitere Bilder |

## Quelle
- Karte der Baudenkmale im Geoportal des Landkreises

- Karte mit allen Koordinaten:
- OSM |
- WikiMap